# Makoto Kakegawa
Makoto Kakegawa (掛川 誠?, Kakegawa Makoto; Prefettura di Saitama, 23 maggio 1973) è un ex calciatore giapponese, di ruolo portiere.